# Alexander Cziczka
Alexander Cziczka (1848 Banská Štiavnica – 1928 Levice) byl slovenský varhaník a dirigent.

## Život
Vystudoval učitelský ústav v Banské Bystrici a varhanickou a dirigentskou školu v Regensburgu. Vrátil se do Banské Štiavnice, kde působil jako učitel, varhaník a regenschori. Záhy se stal vůdčí osobností a organizátorem hudebního života v kraji. Založil a řídil pěvecký sbor složený z žáků hornické a lesnické školy. Dirigoval malý symfonický orchestr a pěstoval i komorní hudbu.
Alexander Cziczka byl otcem slovenské klavíristky a skladatelky Angely Cziczkové (1888–1973).

## Dílo
Spolu s učitelem a varhaníkem chrámu sv. Kateřiny sestavil kancionál Rímsko-katolický církevný spevník, který vyšel v Banské Štiavnici v roce 1903. Noty k tomuto zpěvníku pak vydali v roce 1910 pod názvem Nápevy k Rímsko-katolickému církevnému spevníku. souhrnně pak zpěvník vyšel v roce 1925 a revidované vydání v roce 1931.